# Єновк Шаген
Єновк Шаген (вірм. Ենովք Շահէն; 3 лютого 1881 — 28 травня 1915) — вірменський актор і режисер, який жив в Османській імперії. Був убитий під час геноциду вірменів.

## Життя
Єновк Шаген Єпранозіан народився у вірменській родині в селі Бардізаґ (Бачісек) поблизу Ізмиту 3 лютого 1881. Він був братом арифметика Григорія Анкута, який також був депортований під час геноциду вірмен, але йому вдалося вижити. Після закінчення початкової школи в селі Бадізаґ, він та його сім'я переїхала до Константинополя.
Як було зазначено, будучи в Константинополі Шахен почав цікавитися театром після прочитання вистави вірменського драматурга Адамяна Петроса. Він відразу ж почав грати другорядні ролі різних вистав. Шаген приєднався до театральної групи, очолюваної Мардіосом Мнейґіаном. Після цього Шаген перейшов від однієї театральної групи в іншу, до якої вже належав відомий актор Ваграм Папазян. Шаген і Папазян стали колегами та близькими друзями. Працюючи над своєю кар'єрою, Шаген бере участь в інших театральних групах, включаючи ті, які очолювали Фелікіан та Заріфаін. Шаген був відомий завдяки виконанням ролей на всій території Османської імперії, включаючи Каїр, Ізмір, Ізміт, і його рідне село Бадізаґ.
Найвизначнішими його ролями були Франсуа Coppée з монологу «La grève des forgerons», Трибуле з «Король бавиться» Віктора Гюго, Яго з «Отелло» Шекспіра, Шейлока з «Венеціанський купець».

## Смерть
24 квітня 1915, Єновк Шаген був арештований у своєму будинку в районі Нішанташі, в Константинополі. Арешти були частиною жахливої схеми геноциду вірмен до складу яких входила вірменська інтелігенція від столиці до внутрішніх провінцій Османської імперії.
Зрештою Шаген був висланий в Айас поблизу Анкару, де він та інші вірменські інтелігенти були ув'язнені. Він був в результаті вивезений з в'язниці й убитий поблизу Анкари у віці 34 років.